# Sting Ray Robb
Sting Ray Robb (Boise, Idaho, Estados Unidos; 3 de septiembre de 2001) es un piloto de automovilismo estadounidense. En 2020 fue campeón de la Indy Pro 2000, y subcampeón de la Indy Lights 2022. En 2023 correrá en la IndyCar Series.

## Carrera

### Karting
Robb recibió un karting a los 5 años, lo que inició su carrera como piloto. Comenzó a correr a nivel nacional a los 8 años, participando en eventos de la división Cadet de 2010 a 2013. Durante su primera temporada en las filas Junior, terminó segundo en América y corrió en Valencia, España. Robb ganó un campeonato nacional en karting Rotax Junior Max en 2015. También corrió en Portugal.

### Fórmulas inferiores
Robb pasó a las carreras de monoplazas en 2016. Se unió al entonces Pro Mazda Championship con World Speed Motorsports en 2017.
Robb corrió una temporada completa de Pro Mazda en 2018 con Team Pelfrey.
El 17 de febrero de 2019, se confirmó que Robb se uniría a Juncos Racing como parte de su lista de Indy Pro 2000. Después de ganar dos poles en 2019, se confirmó que continuaría en Juncos para la temporada 2020.
El 30 de julio de 2020, Sting Ray ganó la primera carrera Indy Pro 2000 de su carrera en Mid-Ohio Sports Car Course. Más tarde arrasó en un fin de semana de tres carreras en Indianapolis Motor Speedway. Robb obtuvo una victoria en un fin de semana de triple carrera en New Jersey Motorsports Park en octubre y aseguró el título antes de la doble carrera final de temporada en San Petersburgo.
Robb permaneció con Juncos para dar el ascenso a la Indy Lights en 2021.
El 28 de octubre de 2021, Andretti Autosport anunció que Robb se uniría al equipo a tiempo completo para la temporada 2022.

### NASCAR
Robb compitió en la NASCAR K&N Pro Series West en cuatro carreras entre 2016 y 2018. Un décimo puesto fue su mejor resultado.

### IndyCar Series
Con un respaldo financiero significativo y sintiendo que sus acciones estaban en su punto más alto, Robb eligió dar un paso adelante en la IndyCar Series en lugar de permanecer en la Indy Lights, renombrada como Indy NXT para 2023. Más tarde, sería confirmado como el piloto de Dale Coyne Racing with Rick Ware Racing para la temporada 2023.

## Vida personal
El primer nombre de Robb, Sting Ray, proviene de un lugar donde vivieron sus antepasados (Stirlingshire, Escocia, abreviado como Sting) y el primer nombre de su abuelo (Ray). Robb asistió a la Escuela Secundaria Payette; jugaba baloncesto y corría a campo traviesa en la escuela. Robb es cristiano, comentando en una entrevista con la revista Racer: «Mis héroes son todos aquellos que se han unido para hacer posible que yo siga el llamado de Dios en mi vida; y a ellos les digo, 'Gracias' ¡Toda la gloria es para Dios!».

## Resumen de carrera
| Temporada | Categoría                  | Equipo                                  | Carreras     | Victorias    | Poles        | VR           | Podios       | Puntos       | Pos.         |
| --------- | -------------------------- | --------------------------------------- | ------------ | ------------ | ------------ | ------------ | ------------ | ------------ | ------------ |
| 2015-16   | Skip Barber Winter Series  | Skip Barber Racing School               | 10           | 3            | 1            | 2            | 6            | 329          | 2.º          |
| 2016      | NASCAR K&N Pro Series West | Bob Wood                                | 3            | 0            | 0            | 0            | 0            | 81           | 29.º         |
| 2017      | Pro Mazda Championship     | World Speed Motorsports                 | 12           | 0            | 0            | 0            | 0            | 185          | 6.º          |
| 2018      | Pro Mazda Championship     | Team Pelfrey                            | 16           | 0            | 0            | 0            | 1            | 231          | 7.º          |
| 2018      | NASCAR K&N Pro Series West | Patriot Motorsports Group               | 1            | 0            | 0            | 0            | 0            | 34           | 42.º         |
| 2019      | Indy Pro 2000              | Juncos Racing                           | 16           | 0            | 2            | 1            | 6            | 323          | 4.º          |
| 2020      | Indy Pro 2000              | Juncos Racing                           | 17           | 7            | 5            | 5            | 11           | 437          | 1.º          |
| 2021      | Indy Lights                | Juncos Hollinger Racing                 | 20           | 0            | 0            | 0            | 0            | 249          | 8.º          |
| 2022      | Indy Lights                | Andretti Autosport                      | 14           | 1            | 2            | 4            | 8            | 483          | 2.º          |
| 2023      | IndyCar Series             | Dale Coyne Racing with Rick Ware Racing | 17           | 0            | 0            | 0            | 0            | 147          | 23.º         |
| 2024      | IndyCar Series             | A. J. Foyt Racing                       | 17           | 0            | 0            | 0            | 0            | 185          | 20.º         |
| 2025      | IndyCar Series             | Juncos Hollinger Racing                 | Disputándose | Disputándose | Disputándose | Disputándose | Disputándose | Disputándose | Disputándose |
| Fuente:   |                            |                                         |              |              |              |              |              |              |              |

## Resultados

### Pro Mazda Championship/Indy Pro 2000
(Clave) (negrita indica pole position) (cursiva indica vuelta rápida)

| Año     | Escudería               | 1     | 2     | 3      | 4      | 5      | 6      | 7      | 8      | 9     | 10     | 11    | 12    | 13    | 14    | 15    | 16    | 17    | Pos. | Puntos |
| ------- | ----------------------- | ----- | ----- | ------ | ------ | ------ | ------ | ------ | ------ | ----- | ------ | ----- | ----- | ----- | ----- | ----- | ----- | ----- | ---- | ------ |
| 2017    | World Speed Motorsports | STP 7 | STP 4 | IMS 7  | IMS 7  | ROA 4  | ROA 11 | MDO 10 | MDO 6  | MDO 5 | GMP 7  | WGL 4 | WGL 6 |       |       |       |       |       | 6.º  | 185    |
| 2018    | Team Pelfrey            | STP 6 | STP 4 | BAR 9  | BAR 10 | IMS 13 | IMS 3  | LOR 5  | ROA 11 | ROA 9 | TOR 11 | TOR 7 | MDO 9 | MDO 4 | GMP 9 | POR 6 | POR 6 |       | 7.º  | 231    |
| 2019    | Juncos Racing           | STP 3 | STP 5 | IMS 4  | IMS 2  | LOR 2  | ROA 7  | ROA 10 | TOR 11 | TOR 5 | MDO 5  | MDO 2 | GTW 5 | POR 8 | POR 2 | LAG 2 | LAG 6 |       | 4.º  | 323    |
| 2020    | Juncos Racing           | ROA 5 | ROA 2 | MOH 10 | MOH 3  | MOH 1  | LOR 6  | GMP 4  | IMS 1  | IMS 1 | IMS 1  | MDO 4 | MDO 1 | NJM 2 | NJM 1 | NJM 3 | STP 1 | STP 5 | 1.º  | 437    |
| Fuente: |                         |       |       |        |        |        |        |        |        |       |        |       |       |       |       |       |       |       |      |        |

### Indy Lights
(Clave) (negrita indica pole position) (cursiva indica vuelta rápida)

| Año     | Escudería               | 1       | 2       | 3       | 4        | 5        | 6        | 7        | 8        | 9       | 10      | 11       | 12       | 13       | 14       | 15      | 16       | 17      | 18      | 19      | 20      | Pos. | Puntos |
| ------- | ----------------------- | ------- | ------- | ------- | -------- | -------- | -------- | -------- | -------- | ------- | ------- | -------- | -------- | -------- | -------- | ------- | -------- | ------- | ------- | ------- | ------- | ---- | ------ |
| 2021    | Juncos Hollinger Racing | ALA 1 8 | ALA 2 8 | STP 1 6 | STP 2 13 | IMS 1 9  | IMS 2 10 | DET 1 10 | DET 2 10 | RDA 1 8 | RDA 2 9 | MDO 1 11 | MDO 2 10 | GTW 1 12 | GTW 2 11 | POR 1 9 | POR 2 11 | LAG 1 7 | LAG 2 9 | MDO 1 5 | MDO 2 7 | 8.º  | 249    |
| 2022    | Andretti Autosport      | STP 4   | ALA 3   | IMS 1 3 | IMS 2 3  | DET 1 11 | DET 2 3  | RDA 2L   | MDO 6    | IOW 5   | NSH 2   | GTW 6    | POR 6    | LAG 1 L* | LAG 2    |         |          |         |         |         |         | 2.º  | 483    |
| Fuente: |                         |         |         |         |          |          |          |          |          |         |         |          |          |          |          |         |          |         |         |         |         |      |        |

### IndyCar Series
(Clave) (negrita indica pole position) (cursiva indica vuelta rápida)

| Año     | Escudería                               | Motor     | 1      | 2       | 3      | 4      | 5      | 6       | 7      | 8      | 9      | 10     | 11     | 12     | 13     | 14     | 15     | 16     | 17     | 18     | Pos. | Puntos |
| ------- | --------------------------------------- | --------- | ------ | ------- | ------ | ------ | ------ | ------- | ------ | ------ | ------ | ------ | ------ | ------ | ------ | ------ | ------ | ------ | ------ | ------ | ---- | ------ |
| 2023    | Dale Coyne Racing with Rick Ware Racing | Honda     | STP 16 | TXS 25  | LBH 18 | ALA 27 | IMS 27 | INDY 31 | DET 22 | ROA 22 | MDO 22 | TOR 19 | IOW 25 | IOW 28 | NSH 17 | IMS 22 | GAT 21 | POR 23 | LAG 12 |        | 23.º | 147    |
| 2024    | A. J. Foyt Racing                       | Chevrolet | STP 24 | THE DNQ | LBH 18 | ALA 26 | IGP 22 | INDY 16 | DET 21 | ROA 17 | LAG 20 | MDO 16 | IOW 15 | IOW 21 | TOR 25 | GAT 9  | POR 18 | MIL 23 | MIL 18 | NSH 20 | 20.º | 185    |
| 2025*   | Juncos Hollinger Racing                 | Chevrolet | STP 21 | THE 23  | LBH 9  | ALA 22 | IGP 21 | INDY 23 | DET 15 | GAT 20 | ROA 26 | MDO 18 | IOW 22 | IOW 23 | TOR 17 | LAG 19 | POR 14 | MIL    | NSH    |        | 25.º | 160    |
| Fuente: |                                         |           |        |         |        |        |        |         |        |        |        |        |        |        |        |        |        |        |        |        |      |        |

- * Temporada en progreso.